# Зайков, Потап Кузьмич
Потап Кузьмич Зайков (ум. 1791) — русский путешественник, картограф и штурман Сибирской военной флотилии, составитель первой карты Алеутских островов в 1780-х годах. Способствовал приведению туземных народов в русское подданство, под покровительство русского государя, которому они приносили ясак, что было отмечено даже британскими исследователями под командой Джеймса Кука.

## Биография
В 1772 году Потап Кузьмич Зайков на боте «Святой Владимир» предпринял путешествие из Охотского моря на Камчатку. Перезимовав в устье реки Воровской, он в следующем году, по вскрытии рек ото льда, направился до второго Курильского пролива и в июле того же года добрался до островов Медный и Атту, описал их природу, климат и географическое положение. 
В июле 1775 года он отправился дальше к острову Унимак, где его экипаж промышлял три года, между тем как Зайков занимался описанием островов и исправил ошибку капитана Креницына, положившего остров Унимак и др. пятью градусами западнее. Видя здесь расположенность жителей Аляски к русским, Потап Зайков при посредстве жителей острова Унимака, поддерживавших сношение с Аляскою, пытался обратить их в русское подданство, и попытка эта увенчалась частичным успехом: в бытность там английского капитана Джеймса Кука, на вопрос жителям, под какою державою они находятся, последние, в знак своей зависимости от России, показывали расписки в приёме зверей, данные им от Зайкова. 

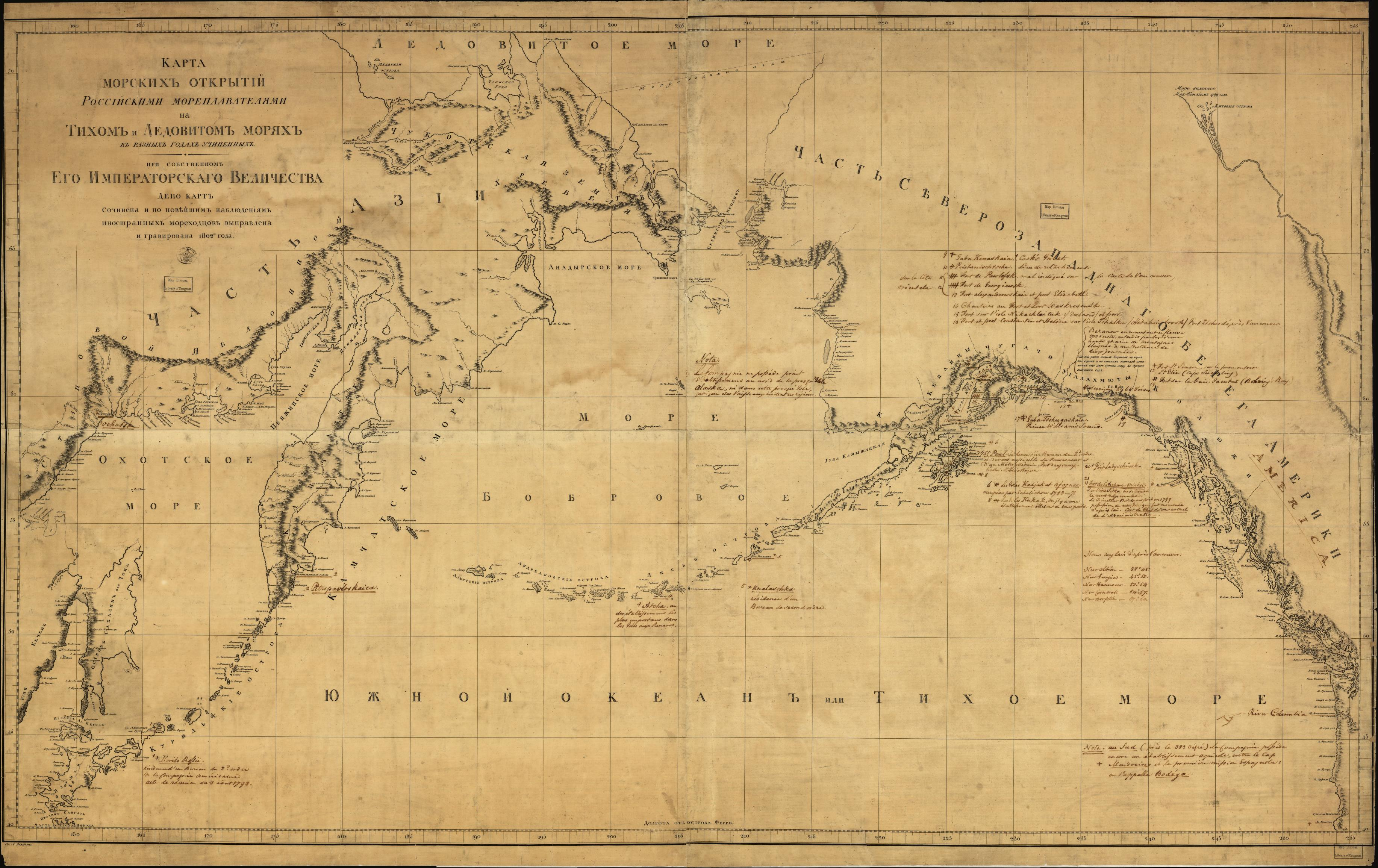
«Карта морских открытий российскими мореплавателями на Тихом и Ледовитом морях», 1802 год

После этого Зайков отправился к острову Исаноку; описав его, а равно и близлежащие острова Санак, Унгину и Кадьяк, он двинулся обратно к островам Унимаку, Атту и Коммандорскому, а оттуда в устье Охотского порта, куда прибыл 23 июля 1778 года, привезя с собою, кроме ясака, принадлежащего казне, много мехов.
В 1783 году Зайков, видевший на Камчатке карту Кука и слышавший от его спутников о Виллиамове проливе, снова отправился к американским берегам и достиг Чугацкого залива. Промыслы и здесь шли удовлетворительно, но Чугачи неожиданно напали на промышленников и заставили их отступить к Алеутской гряде (погибло 8 человек).
С 1784 по 1788 год корабль Зайкова вёл промысел на Лисьих островах.
Летом 1788 года остров Уналашка посетили два испанских  корабля: фрегат «Принцесса» (капитан Эстебан Хосе Мартинес Фернандес и Мартинес де ла Сьерра) и пакетбот «Сан-Карлос» (командир Гонсало Лопес де Аро). Потап 3айков лично встретился с ними и выразил  протест капитану Мартинесу, который хотел  объявить остров Уналашка колонией Испании. Остров Потап Кузьмич Зайков отстоял и здесь же умер весной 1791 года.
Его брат Степан Кузьмич Зайков (ум. 1798) также был штурманом и некоторое время руководил на Аляске фортом Святого Николая (ныне город Кенай, США).